# Dolichopeza (Oropeza) australis
Dolichopeza (Oropeza) australis is een tweevleugelige uit de familie langpootmuggen (Tipulidae). De soort komt voor in het Nearctisch gebied.